# Центар за либерално-демократске студије
Центар за либерално-демократске студије је независна истраживачко-образовна организација из Београда која анализира и публикује предлоге за државну политику и организује конференције и предавања о централним проблемима, као део своје мисије да утиче на јавно мњење у Србији.
Сви предлози ЦЛДС-а се заснивају на скупу основних начела, који укључују индивидуализам, људске слободе, владавину права, вредности слободног тржишта и важности индивидуалног избора и одговорности.
Чланови ЦЛДС-а били су Борис Беговић, Гордана Матковић, Бошко Мијатовић, Даница Поповић, Слободан Самарџић, Бранко Милановић, Милица Бисић, Иван Вујачић, Александра Јовановић, Бошко Живковић, Зоран Вацић, Слободан Вуковић, Мирјана Васовић, Илија Вујачић, Драгор Хибер, Божо Стојановић итд.